# Johan Nijs
Johan Nijs (Leuven, 11 juni 1963) is een hedendaags Belgisch componist en dirigent.

## Levensloop
Op 10-jarige leeftijd begint hij notenleer, saxofoon, klarinet, accordeon, piano en harmonie aan de Rijksmuziekacademie van Tervuren te studeren. Hij koos ervoor om zich al op jonge leeftijd aan muziek te wijden en volgde muzieklessen op verschillende scholen waar hij tal van prijzen behaalde, onder andere voor saxofoon, klarinet, piano, accordeon, harmonie, muzikale opleiding en kamermuziek.
Hij vervolgde zijn opleiding aan het Koninklijk Muziekconservatorium te Brussel waar hij eerste prijzen, diploma's en getuigschriften behaalde voor onder andere algemene muziektheorie, klarinet, transpositie, harmonie, contrapunt, piano en harmonie- en fanfaredirectie. Tot zijn belangrijkste docenten behoren André Waignein en Jan Segers.
Hij ontdekte zijn passie voor componeren al op zeer jonge leeftijd en won verschillende compositiewedstrijden op nationale en internationale concoursen. 
Sinds 14-jarige leeftijd was hij met het componeren bezig. In 1990 kwam de doorbraak met zijn werk Don Pedro, die wereldwijd door Muziekuitgeverij De Haske gepubliceerd wordt. Momenteel werkt Johan Nijs voor verschillende muziekuitgeverijen waaronder Tierolff, Rundel, Musikverlag Jetelina, Obrasso, Bronsheim en UMMP.
In 1985 werd hij klarinettist bij de Muziekkapel van de Binnenlandse Strijdkrachten te Aarlen. Verder bij de Muziekkapel van de Grenadiers en vanaf 1987 bij de Koninklijke Muziekkapel van de Luchtmacht te Evere. Sinds 2019 is hij met pensioen gegaan bij Defensie.
Hij kreeg verschillende nationale en internationale prijzen en onderscheidingen, zo onder andere de compositieprijs van La Conféderation Musicale de France te Parijs in 1991, de compositieprijs van de Fedekam in 1993 en de compositieprijs van de Luxemburgse Muziekfederatie
Ook schreef hij meerdere werken voor harmonie, fanfare, brassband, accordeonorkest en verschillende andere orkestbezettingen.
Momenteel is hij werkzaam als componist-arrangeur en jurylid. Verder werkt hij ook zeer regelmatig voor de Belgische muziekorganisatie VLAMO als begeleider van muziekkorpsen, dirigent en jurylid en verzorgt hij regelmatig gastdirecties.

## Composities

### Werken voor harmonie- en fanfareorkest
- 1990 Don Pedro
- 1992 Reflections for Band
  1. Introduction
  2. Air
  3. Finale
- 1995 Explorations
- 1998 The Legendary White
- 1999 The Four Seasons
- 2002 Killarney
- A Holiday Party
- Anitschka
- Autumn Colors
- Band Parade

- 1. Opening
  2. Intermezzo
  3. March
- Coast Life, voor jeugdharmonieorkest
- Concerto Dynamico
- Dynamic Winds
- Disco Story
- Divertimento, voor trompet en harmonieorkest
- Fantasie for Band
- First Meeting
- La Coruna
- Laurena
- Little Europe
- Midnight Serenade
- Mood Romantic, ouverture
- Morning Disco
- Pride and Glory, mars
- Romance
- Shalom Alechem
- So long
- Spirit of Life (verplicht werk op de concoursen 2006 van de "Bayrischer Blasmusikverband eV")
- Springtime
- Summer Joy
- St. Patrick Dances
- The Bermuda Mystery
- Winter Fascination

### Kamermuziek
- 7 Musical Cartoons, voor blokfluittrio
- Concertissimo, voor fluit en piano
- Conversation, voor klarinet en piano
- Fantasietta, voor altsaxofoon en piano
- Happy End, voor klarinet en piano
- Meeting, voor trompet (of bariton/eufonium) en piano